# Bermuda Open Challenger
Il Bermuda Open Challenger, noto come XL Bermuda Open per motivi di sponsorizzazione, è stato un torneo professionistico maschile di tennis che faceva parte delle ATP Challenger Series. Si giocava annualmente al Coral Beach and Tennis Club di Paget, nelle Bermuda, su campi in terra rossa nella prima edizione e in terra verde in tutte le altre.

## Albo d'oro

### Singolare
| Anno       | Campione           | Finalista                | Score               |
| ---------- | ------------------ | ------------------------ | ------------------- |
| 1993       | Mikael Pernfors    | Sláva Doseděl            | 6–4, 6–3            |
| 1994- 1996 | Non disputato      | Non disputato            | Non disputato       |
| 1997       | Johan Van Herck    | Sargis Sargsian          | 6–1, 4–6, 6–0       |
| 1998       | Hernán Gumy (1)    | Lucas Arnold Ker         | 7–6, 4–6, 6–2       |
| 1999       | Hernán Gumy (2)    | Guillermo Cañas          | 6–3, 7–6(3)         |
| 2000       | Andrew Ilie        | Michal Tabara            | 4–6, 6–3, 6–2       |
| 2001       | José Acasuso       | David Sánchez            | 7–6(4), 6–1         |
| 2002       | Flávio Saretta (1) | Vince Spadea             | 6–3, 7–5            |
| 2003       | Flávio Saretta (2) | Nicolás Massú            | 6–1, 6–4            |
| 2004       | Luis Horna         | Martín Vassallo Argüello | 6–4, 4–6, 6–4       |
| 2005       | Tomáš Zíb          | Kristof Vliegen          | 6(8)–7, 7–6(6), 6–1 |
| 2006       | Fernando Vicente   | Gilles Müller            | 2–6, 6–2, 7–6(3)    |
| 2007       | Mariano Zabaleta   | Frank Dancevic           | 7–5, 5–7, 6–3       |
| 2008       | Kei Nishikori      | Viktor Troicki           | 2–6, 7–5, 7–6(5)    |

### Doppio
| Anno       | Campione                           | Finalista                           | Score               |
| ---------- | ---------------------------------- | ----------------------------------- | ------------------- |
| 1993       | Mark Knowles (1) Jared Palmer      | Nicolás Pereira Maurice Ruah        | 6–1, 6–3            |
| 1994- 1996 | Non disputato                      | Non disputato                       | Non disputato       |
| 1997       | Javier Frana Mark Knowles (2)      | Lucas Arnold Ker Daniel Orsanic     | 6–3, 6–7, 6–3       |
| 1998       | Doug Flach (1) Richey Reneberg (1) | Andrej Čerkasov Rodolphe Gilbert    | 3–6, 6–4, 6–2       |
| 1999       | Doug Flach (2) Richey Reneberg (2) | Paul Kilderry Patrick Rafter        | 6–4, 6–4            |
| 2000       | Leander Paes Jan Siemerink         | Jeff Coetzee Brent Haygarth         | 6–3, 6–2            |
| 2001       | Paul Goldstein Andy Roddick        | Thomas Shimada Grant Stafford       | 4–6, 6–3, 6–4       |
| 2002       | George Bastl Neville Godwin        | Ramón Delgado Alexandre Simoni      | 7–6(8), 6–3         |
| 2003       | Robert Kendrick Mark Merklein      | Ashley Fisher Andrew Kratzmann      | 6–3, 3–1 rit.       |
| 2004       | Jordan Kerr (1) Tom Vanhoudt       | Ashley Fisher Stephen Huss          | 4–6, 6–3, 7–6(6)    |
| 2005       | Jordan Kerr (2) Sebastián Prieto   | Michal Tabara Tomáš Zíb             | W/O                 |
| 2006       | Tomáš Cibulec Robert Lindstedt     | Alex Kuznetsov Jeff Morrison        | 6(1)–7, 6–3, [10–4] |
| 2007       | Marcelo Melo André Sá              | Benedikt Dorsch Serhij Stachovs'kyj | 6–2, 6–4            |
| 2008       | Harel Levy Jim Thomas              | Chris Haggard Peter Luczak          | 6(4)–7, 6–4, [11-9] |